# Ses Pallisses
Ses Pallisses este o arie protejată (arie specială de conservare — SAC, sit de importanță comunitară — SCI) din Spania întinsă pe o suprafață de 2,55 ha, integral pe uscat.

## Localizare
Centrul sitului Ses Pallisses este situat la coordonatele 39°59′52″N 3°59′48″E / 39.9978°N 3.9967°E.

## Înființare
Situl Ses Pallisses a fost declarat sit de importanță comunitară în iulie 2010 pentru a proteja 5 specii de animale. Situl a fost protejat și ca arie specială de conservare în martie 2015.

## Biodiversitate
Situată în ecoregiunea mediteraneană, aria protejată conține 2 habitate naturale: Iazuri temporare mediteraneene, Pajiști uscate europene.
La baza desemnării sitului se află mai multe specii protejate:
- păsări (4): ciocârlie-de-câmp (Alauda arvensis), Alectoris rufa, pasărea ogorului (Burhinus oedicnemus), șoim călător (Falco peregrinus)
- reptile (1): țestoasă bănățeană (Testudo hermanni)

Pe lângă speciile protejate, pe teritoriul sitului au mai fost identificate 1 specie de amfibieni.